# Franz Joseph Dussek
Franz Joseph Dussek, född 22 mars 1766 i Čáslav, Tjeckien, död mellan 1816 och 1817 i Stična abbey, var en tjeckisk kompositör.

## Biografi
Franz Joseph Dussek föddes 1766 i Tjeckien. Han var bror till Jan Ladislav Dussek. Dussek bodde under en tid i Milano. Han har komponerat många operor, som har framförts med stor framgång. Hans Trio ou Notturno för tre flöjter är tryckt i Leipzig.